# Otto Reinke
Otto Ferdinand Johann Reinke (* 2. Februar 1852 in Naugard in Hinterpommern; † 16. Oktober 1943 in Braunschweig) war ein deutscher Apotheker, Chemiker und Hochschullehrer an der Technischen Hochschule Braunschweig.

## Leben
Der Sohn eines Großschlachtereibesitzers schloss das Realgymnasium in Stettin ab und absolvierte nachfolgend eine Apothekerlehre. Reinke studierte Chemie und Pharmazie in Straßburg, Greifswald, Halle und Berlin. Im Jahre 1875 erhielt er seine Approbation als Apotheker, 1876 folgte die Promotion an der Universität Freiburg. Reinke arbeitete von 1872 bis 1873 am Kaiserlichen Central-Medikamentendepot in Straßburg und von 1873 bis 1874 bei der Schering AG in Berlin. Er war von 1881 bis 1882 als Apotheker in Anklam und 1883 im Laboratorium Bischof in Berlin tätig. Er arbeitete von 1883 bis 1899 als Professor und Abteilungsvorstand des Instituts für Gärungsgewerbe bei der Landwirtschaftlichen Hochschule Berlin.

### Tätigkeit in Braunschweig
Von Berlin aus folgte Reinke einem Ruf an die Technische Hochschule Braunschweig, wo er am 1. April 1899 zum ordentlichen Professor für chemische Technologie ernannt wurde. Er leitete von 1900 bis 1924 das Laboratorium für Zucker-, Stärke- und Gärungstechnik bzw. das Laboratorium für chemische Technologie II und landwirtschaftlich-chemisches Gewerbe. Der Schwerpunkt der Forschung verlagerte sich in dieser Zeit auf Gebiete, die mit der Zucker- und Stärke-Industrie und dem Gärungsgewerbe im Zusammenhang stehen. Arbeiten über Reinzucht von Hefen aus zuckerhaltigen Abwässern, Melassen, Lagern alkoholischer Getränke, Vitamine, Fermente und Hormone kennzeichnen Reinkes Wirken. Er war gutachterlich tätig für Brauereien und die Zuckerindustrie. Reinke war von 1904 bis 1906 Vorstand der Abteilung für chemische Technik und von 1918 bis 1920 Vorstand der Abteilung für Chemie. Von 1907 bis 1908 war er Rektor und anschließend bis 1910 Prorektor der TH Braunschweig. Während des Ersten Weltkriegs wurden in Reinkes Laboratorium auf seine Initiative hin Sterilisations- und Verbandstoffe hergestellt. Reinke wurde 1924 emeritiert, hielt jedoch bis 1936 Vorlesungen.
Reinke war Mitglied im Verein Deutscher Chemiker. Er gehörte 1918 zu den Gründungsmitgliedern des Braunschweigischen Hochschulbundes, dessen erstem gewählten Verwaltungsrat er angehörte.
Reinke wohnte zuletzt in der Gaußstraße 30 in Braunschweig. Er starb im Oktober 1943.

## Ehrungen
Reinke wurde 1910 zum Geheimen Hofrat ernannt. Er wurde 1915 mit dem Offizierskreuz des Ordens Heinrichs des Löwen geehrt. Im Jahre 1932 wurde er zum Ehrensenator der TH Braunschweig ernannt.

## Schriften (Auswahl)
- Ueber Hopfen- und Gerstenkultur sowie über den Brauereibetrieb in Canada und den Vereinigten Staaten von Nord-Amerika, 1897.
- Die Regelung der Kaliendlaugen-Abführung unter Berücksichtigung der Rohzuckerfabriken und Raffinerien, Vieweg Verlag, Braunschweig, 1918.
- Verfahren zur Gewinnung von Hefe aus Ruebenablauf- und Presswasser oder anderen zuckerhaltigen Fluessigkeiten, Patentschrift DE000000324865A, veröffentlicht am 3. September 1920.
- Verfahren zur Gewinnung vitaminreicher Extrakte aus Spargel oder Spargelabfaellen, Patentschrift DE000000489186A, veröffentlicht am 24. Januar 1930.